# 劉惠妃 (明太祖)
劉惠妃（14世纪?—?），明太祖朱元璋之妃。

## 生平
洪武二十一年五月十七日（1388年6月21日），劉氏生朱元璋第二十四子郢王朱栋。洪武二十六年（1393年）春正月，生有皇子的美人李氏、葛氏、刘氏同时受封为妃，是为刘惠妃。
永乐六年六月廿一日（1408年7月14日），她的兒子朱栋就藩湖广承宣布政使司安陆州（今湖北省钟祥市）。而朱栋在永乐十二年十一月初一日（1414年11月14日）去世。1415年劉惠妃没有办法承受丧子之痛，最后也自杀了。